# Holmestrand–Vittingfossbanen
Holmestrand-Vittingfossbanen (HVB) var en norsk jernbane, der gik fra Holmestrand i Vestfold til Hvittingfoss i Buskerud. Banen blev åbnet 30. september 1902 og nedlagt 1. juni 1938, idet persontrafikken dog blev indstillet 27. september 1931. Det primære formål med banen var transport af papirmasse fra Hvittingfoss.

## Linjeføring
Banen blev bygget som to strækninger. Den ene gik fra Holmestrand til Hillestad, den anden fra Hof til Hvittingfoss. Fra Hillestad til Hof delte den strækning med Tønsberg–Eidsfossbanen, der var blevet åbnet året før.
Forløbet mellem Holmestrand og Hvittingfoss er præget af store højdeforskelle. Banen blev bygget med stigninger på op til 25 promille og kurveradier på ned til 100 meter. Det var imidlertid ikke nok, så på vej ud af Holmestrand måtte togene først bakke til et sted, der blev kaldt Reversen, og derefter kører frem. Reversen var en trinbræt, hvor der blev læsset og lastet mælkejunger til og fra Melkefabrikken. På vej ned til Hvittingfoss gik banen i en stor sløjfe. I Holmestrand havde banen en egen station i Havnegaten ved Dr. Graaruds plass. I Holmestrand drejede banen væk fra Vestfoldbanen nord for Holmestrand Station og fortsatte langs med havneområdet og Havnegaten til Holmestrand Privatbanestation (Holmestrand privatbanestasjon). Derefter gik den videre gennem det nuværende industriområde, langs Backers gate og Hagemannsveien til Gausen, hvor der også var remise. Ved Gausen krydsede banen Vestfoldbanen og endte ved trinbrættet Reversen i Vestfoldgatan, hvor togene måtte skifte retning for at kunne køre videre.
Resultatet af denne linjeføring var, at det tog ca. 90 minutter at gennemkøre den 31 km lange strækning. Til sammenligning var landevejen kun på 23 km, da biler kan klare større stigninger end tog.
Syd for Hillestad skole ved Hynnås er 150 m spor blevet sat i stand af Museumsforeningen Vestfold Privatbaner. Remisen ved Gausen er intakt og bliver benyttet af et autoværksted. Den tidligere stationsbygning i Hvittingfoss brændte ned til grunden 27. april 2013.